# Хатын-Арынский наслег
Хатын-Арынский наслег — сельское поселение в Намском улусе Якутии Российской Федерации.
Административный центр — село Аппаны.

## История
Статус и границы сельского поселения установлены Законом Республики Саха (Якутия) от 30 ноября 2004 года N 173-З N 353-III «Об установлении границ и о наделении статусом городского и сельского поселений муниципальных образований Республики Саха (Якутия)».

## Население
| 2002  | 2010  | 2011  | 2012  | 2013  | 2014  | 2015  |
| ----- | ----- | ----- | ----- | ----- | ----- | ----- |
| 1515  | ↗1750 | ↗2661 | ↘2656 | ↗2682 | ↗2779 | ↘2777 |
| 2016  | 2017  | 2018  | 2019  | 2020  | 2021  |       |
| ↗2797 | ↗2819 | ↗2860 | ↗2942 | ↗2951 | ↗3018 |       |

## Состав сельского поселения
| № | Населённый пункт | Тип населённого пункта       | Население |
| - | ---------------- | ---------------------------- | --------- |
| 1 | Аппаны           | село, административный центр | ↗2065     |
| 2 | Графский Берег   | село                         | ↘770      |
| 3 | Кысыл-Деревня    | село                         | ↗277      |